# Жакыпов, Сериккали
Сериккали Жакыпов (1892—1939) — казахский педагог, революционер и чекист.

## Биография
Родился в 1892 году в Атырау. В 1914 году окончил школу в Орде и работал учителем в селе Казталовка. Происходит из рода бериш племени байулы.
Участвовал в установлении советской власти на территории Казахстана. В годы гражданской войны командовал отрядом Красной Армии, арестован уральскими казаками и приговорен к расстрелу, бежал, когда его вели на казнь.
В 1919 году С. Жакыпов учился в Коммунистическом университете им. Я. М. Свердлова в городе Москве.
В 1921 году представитель губернского ЧК (Всероссийская чрезвычайная комиссия по борьбе с контрреволюцией и саботажем при СНК РСФСР) в Новоузенском уезде Саратовской губернии, в 1923 председатель Казталовского уездного исполнительного комитета, секретарь коммунистического союза молодежи Казахского края.
В 1924—1926 гг. был секретарём Гурьевского и Таловского уездных комитетов; с 1928 года — заведующий отделом ЧК республики.
С октября 1923 года на одной из страниц пятничного номера газеты «Енбекплл казак» (позднее «Егемен Казахстан») выпускал молодежную газету «Лениншш жас».
6 мая 1937 года на коллегии НКВД, рассматривавшей вопрос «О разоблачении и ликвидации казахской антисоветской, национал-буржуазной, фашистской организации» выразил несогласие с подобной постановкой вопроса и говорил об отсутствии в Казахстане таких организаций. Отказался выполнять приказ об аресте представителей казахской интеллигенции, которые по решению этого совещания объявлялись «врагами народа».
21 сентября 1937 года арестован; умер 9 февраля 1939 года во внутренней тюрьме НКВД в городе Алма-Ата.